# 宿瘤女
宿瘤女（?—?），是戰國時代田齊的國君齊湣王的王后。
宿瘤女是齐国东郭采桑女，脖子上有大瘤，所以被称为宿瘤。齊湣王出游，至东郭，百姓都在看，只有宿瘤女采桑如故，齊湣王很奇怪，召她问：“寡人出游，车骑很多，百姓不论老少都放下手中的事情，你在道旁采桑，为什么不看一眼？”回答说：“妾受父母之命采桑，没有受命来看大王。”齊湣王：“是个奇女子，可惜长了宿瘤！”女子说：“婢妾之职责，就是顺从家长的命令不改不忘，心中如此，宿瘤有什么关系？”齊湣王大喜说：“这是贤女子。”命令后车把他载上，女子说：“靠大王的权威，父母在家，如果我不受父母之命，而跟随大王，是私奔的女子，大王又用我干什么呢？”齊湣王大为惭愧，说：“寡人错了。”女子又说：“贞女一礼不备，虽死不从。”
于是齊湣王送回女子，派使者加上黄金百镒，去聘迎她。她的父母惊惶，想要给她沐浴，加衣裳装扮，女子说：“如果这样见大王，就是变容更服，都不认识了，死也不肯做。”于是就像原来一样，随使者而去，齊湣王回宫见到夫人们告诉她们说：“今日出游，见到圣女，现在来到可以饬斥你们。”夫人们都很奇怪，盛妆等候，看到宿瘤，大惊，宫中的夫人们都掩口而笑，左右失态，不能自止。湣王大为惭愧说：“先不要笑，这是不加修饰。修饰与不修饰，相去十百倍啊。”女子说：“修饰与不修饰，相去千万倍，都不足形容，岂止十百倍！”齊湣王问：“为什么这么说？”她回答说：“性相近，习相远也。从前尧舜桀纣，都是天子。尧舜以仁义修饰，虽为天子，安于节俭，宫殿的茅茨不修剪，采椽不雕斲，后宫人们的衣不重采而朴素，饮食不重味。至今数千年，天下都以善而敬仰他们。桀纣不修饰仁义，使用苛刻的条文，修造高台深池，后宫穿着绮縠，喜好珠玉，没有满足的时候。身死国亡，为天下笑，至今千余年，天下都知道他们的罪恶。从此来看，修饰与不修饰，相去千万倍，都不足形容，岂止十百倍。”
于是夫人们都很惭愧，齐王大为感动，立宿瘤女为王后。下令革除宫室的奢侈，填池泽，损膳食，减音乐，后宫衣着不得重采。一月之间，甚至邻国都受到影响，诸侯来朝，侵三晋，秦国、楚国也惧怕，齐国立帝号。齊湣王做到这一步，宿瘤女有功劳。宿瘤女死后，燕国于是攻克齐国，齊湣王逃亡，在外面被弒杀。刘向说宿瘤女通达有礼。《诗经·小雅》：“菁菁者莪，在彼中阿，既见君子，乐且有仪。”
刘向颂她：齐女宿瘤，东郭采桑，闵王出游，不为变常，王召与语，谏辞甚明，卒升后位，名声光荣。